# Rolls-Royce Wraith (1938)

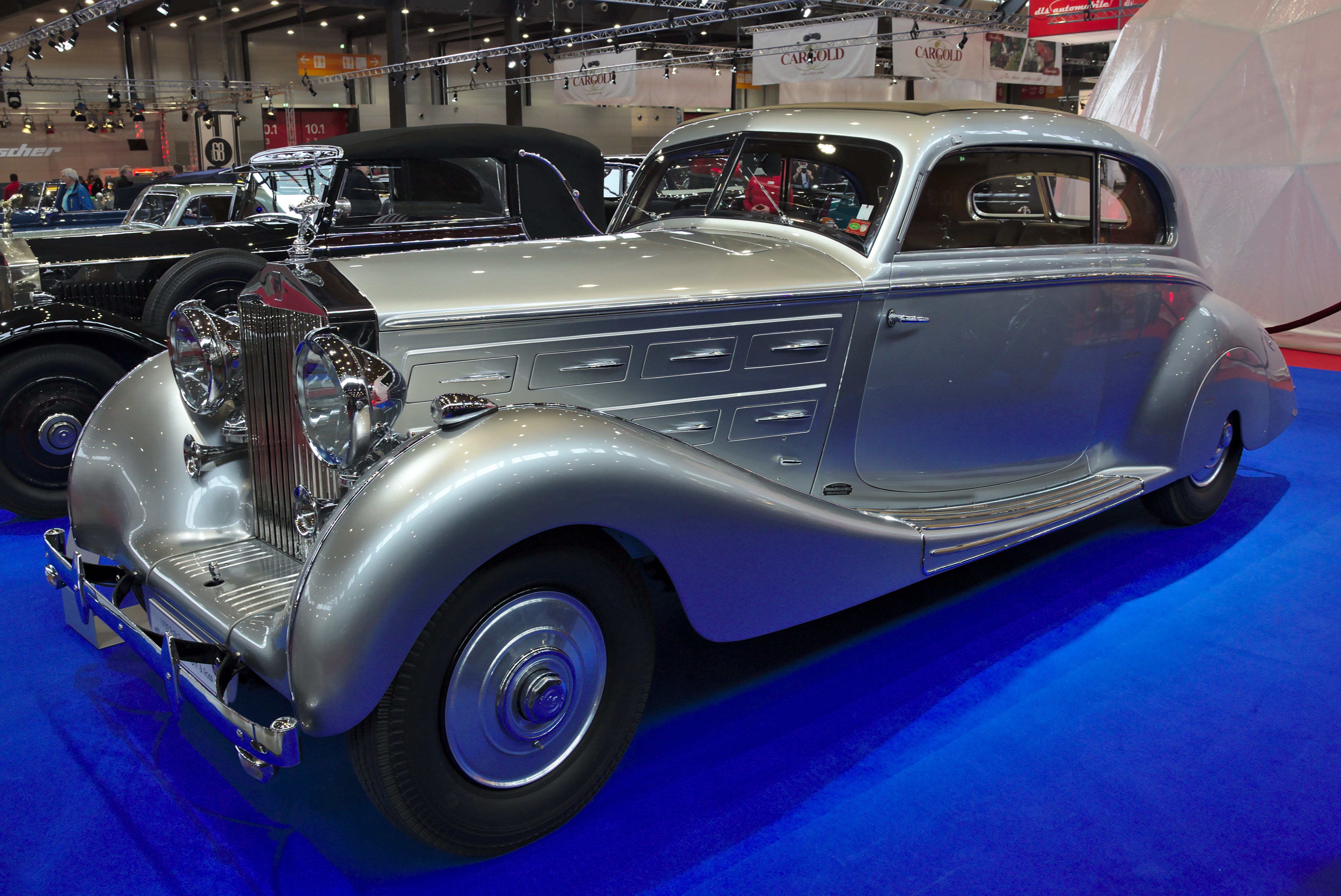
Rolls-Royce Wraith Coupé (1939)

Der Rolls-Royce Wraith ist ein Pkw-Modell der Rolls-Royce Ltd., das zwischen 1938 und 1939 hergestellt wurde.

## Beschreibung
Der Wraith wurde in der Rolls-Royce-Fabrik in Derby in den Jahren 1938 und 1939 ohne Aufbauten gefertigt. Die Karosserien lieferten unabhängige Stellmacherbetriebe. Der obengesteuerte Reihensechszylindermotor mit 4257 cm³ Hubraum basierte auf dem des Vorgängers 25/30 hp, hatte aber einen Querstromzylinderkopf. Das Vierganggetriebe war in den oberen drei Gängen synchronisiert und wurde, wie beim Vorgänger, mit einem Hebel rechts vom Fahrer bedient.
Der Wraith hatte vorn eine Einzelradaufhängung mit Schraubenfedern, die auf der des Packard 120 basierte, und hinten eine Starrachse, die an halbelliptischen Längsblattfedern aufgehängt war. Die hydraulischen Stoßdämpfer vorne wurden in der Härte durch einen mechanischen Drehzahlregler – abhängig von der Fahrgeschwindigkeit – eingestellt, was den Wraith in diesem Punkt seinem Vorgänger überlegen machte, gleichauf mit dem zeitgenössischen Phantom III. Der Wagen hatte noch einen separaten Rahmen, der aber nicht mehr genietet, sondern geschweißt war. Die Trommelbremsen an allen vier Rädern wurden über einen mechanischen Bremskraftverstärker betätigt, den Rolls-Royce in Lizenz von der Société Française Hispano-Suiza baute. Der Wagen war mit 17″-Drahtspeichenrädern ausgestattet, deren Speichen mit abnehmbaren Scheiben verkleidet waren. Ein hydraulisches Wagenhebersystem konnte mit einem Hebel unter dem Beifahrersitz bedient werden.
Der Wagen erreichte eine Höchstgeschwindigkeit von bis zu 137 km/h, je nach Gewicht und Ausführung der Aufbauten. Bei einem Test des Magazins The Motor im Oktober 1938 wurde eine Beschleunigung von 0 auf 80 km/h in 16,4 Sekunden festgestellt.
1938 kostete das Fahrgestell £ 1100 und ein typischer Tourenwagen komplett £ 1700. Bis zum Kriegsbeginn entstanden 492 Fahrgestelle. Insgesamt 17 Karosseriehersteller lieferten Aufbauten für das Wraith-Chassis. 170 Karosserien wurden von Park Ward hergestellt, 72 von Hooper, 62 von H. J. Mulliner und 42 von Thrupp & Maberly.

## In Film und Fernsehen
Der Rolls-Royce Wraith ist in Filmen zu sehen, wie z. B. Detektiv mit kleinen Fehlern (1947) und in einer kurzen Szene von Johnny G. – Gangster wider Willen (1984). Zudem ist er das Fahrzeug des Antagonisten der Serie NOS4A2, Charlie Manx.